# Belgium a 2018. évi téli olimpiai játékokon
Belgium a dél-koreai Phjongcshangban megrendezett 2018. évi téli olimpiai játékok egyik részt vevő nemzete volt. Az országot az olimpián 9 sportágban 22 sportoló képviselte, akik összesen 1 érmet szereztek.

## Érmesek
| Érem  | Versenyző   | Sportág        | Versenyszám       |
| ----- | ----------- | -------------- | ----------------- |
| Ezüst | Bart Swings | Gyorskorcsolya | Férfi tömegrajtos |

## Alpesisí
Férfi
| Versenyző   | Versenyszám      | 1. futam      | 1. futam      | 2. futam      | 2. futam      | Összesítés | Összesítés |
| Versenyző   | Versenyszám      | Idő           | Hely.         | Idő           | Hely.         | Idő        | Helyezés   |
| ----------- | ---------------- | ------------- | ------------- | ------------- | ------------- | ---------- | ---------- |
| Kai Alaerts | Műlesiklás       | nem ért célba | nem ért célba | kiesett       | kiesett       | kiesett    | kiesett    |
| Sam Maes    | Óriás-műlesiklás | 1:13,29       | 38.           | 1:12,91       | 31.           | 2:26,20    | 32.        |
| Sam Maes    | Műlesiklás       | 52,90         | 37.           | nem ért célba | nem ért célba | kiesett    | kiesett    |

Női
| Versenyző         | Versenyszám            | 1. futam | 1. futam | 2. futam | 2. futam | Összesítés | Összesítés |
| Versenyző         | Versenyszám            | Idő      | Hely.    | Idő      | Hely.    | Idő        | Helyezés   |
| ----------------- | ---------------------- | -------- | -------- | -------- | -------- | ---------- | ---------- |
| Marjolein Decroix | Műlesiklás             | 55,91    | 45.      | 54,80    | 36.      | 1:50,71    | 38.        |
| Kim Vanreusel     | Lesiklás               |          |          |          |          | 1:46,51    | 30.        |
| Kim Vanreusel     | Szuperóriás-műlesiklás |          |          |          |          | 1:27,60    | 40.        |
| Kim Vanreusel     | Óriás-műlesiklás       | 1:17,60  | 41.      | 1:14,92  | 39.      | 2:32,52    | 39.        |
| Kim Vanreusel     | Műlesiklás             | 55,90    | 44.      | 55,96    | 41.      | 1:51,86    | 40.        |

| Versenyző     | Versenyszám | Lesiklás      | Lesiklás      | Műlesiklás | Műlesiklás | Összesítés | Összesítés |
| Versenyző     | Versenyszám | Idő           | Hely.         | Idő        | Hely.      | Idő        | Helyezés   |
| ------------- | ----------- | ------------- | ------------- | ---------- | ---------- | ---------- | ---------- |
| Kim Vanreusel | Összetett   | nem ért célba | nem ért célba | kiesett    | kiesett    | kiesett    | kiesett    |

## Biatlon
Férfi
| Versenyző      | Versenyszám            | Időeredmény | Lövőhiba    | Helyezés |
| -------------- | ---------------------- | ----------- | ----------- | -------- |
| Florent Claude | 10 km sprint           | 25:43,7     | 3 (1+2)     | 55.      |
| Florent Claude | 12,5 km üldözőverseny  | 39:22,7     | 4 (1+1+1+1) | 57.      |
| Florent Claude | 20 km egyéni indításos | 53:03,2     | 2 (0+0+0+2) | 54.      |
| Michael Rösch  | 10 km sprint           | 25:09,4     | 2 (0+2)     | 38.      |
| Michael Rösch  | 12,5 km üldözőverseny  | 35:55,1     | 1 (0+0+0+1) | 23.      |
| Michael Rösch  | 20 km egyéni indításos | 55:10,1     | 5 (0+3+0+2) | 75.      |

## Bob
Női
| Versenyző                              | Versenyszám | 1. futam | 1. futam | 2. futam | 2. futam | 3. futam | 3. futam | 4. futam | 4. futam | Összesítés | Összesítés |
| Versenyző                              | Versenyszám | Idő      | Hely.    | Idő      | Hely.    | Idő      | Hely.    | Idő      | Hely.    | Idő        | Helyezés   |
| -------------------------------------- | ----------- | -------- | -------- | -------- | -------- | -------- | -------- | -------- | -------- | ---------- | ---------- |
| An Vannieuwenhuyse* Sophie Vercruyssen | Kettes      | 51,24    | 14.      | 51,28    | 14.      | 51,53    | 17.      | 51,20    | 8.       | 3:25,25    | 12.        |
| Sara Aerts Elfje Willemsen*            | Kettes      | 51,03    | 10.      | 51,27    | 13.      | 51,10    | 10.      | 51,21    | 9.       | 3:24,61    | 11.        |

* – a bob vezetője

## Gyorskorcsolya
Férfi
| Versenyző     | Versenyszám | Eredmény | Helyezés |
| ------------- | ----------- | -------- | -------- |
| Bart Swings   | 1500 m      | 1:45,49  | 6.       |
| Bart Swings   | 5000 m      | 6:14,57  | 6.       |
| Bart Swings   | 10 000 m    | 13:03,53 | 8.       |
| Mathias Vosté | 500 m       | 35,546   | 32.      |
| Mathias Vosté | 1000 m      | 1:11,24  | 35.      |
| Mathias Vosté | 1500 m      | 1:47,34  | 23.      |

Női
| Versenyző      | Versenyszám | Eredmény | Helyezés |
| -------------- | ----------- | -------- | -------- |
| Jelena Peeters | 5000 m      | 7:10,26  | 10.      |

Tömegrajtos
| Versenyző   | Versenyszám | Elődöntő | Elődöntő | Elődöntő | Döntő | Döntő   | Döntő    |
| Versenyző   | Versenyszám | Pont     | Idő      | Hely.    | Pont  | Idő     | Helyezés |
| ----------- | ----------- | -------- | -------- | -------- | ----- | ------- | -------- |
| Bart Swings | Férfi       | 5        | 8:13,57  | 5.       | 40    | 7:44,08 |          |

## Műkorcsolya
| Versenyző       | Versenyszám  | Rövid program | Rövid program | Kűr    | Kűr   | Összesítés | Összesítés |
| Versenyző       | Versenyszám  | Pont          | Hely.         | Pont   | Hely. | Pont       | Helyezés   |
| --------------- | ------------ | ------------- | ------------- | ------ | ----- | ---------- | ---------- |
| Jorik Hendrickx | Férfi egyéni | 84,74         | 11.           | 164,21 | 16.   | 248,95     | 14.        |
| Loena Hendrickx | Női egyéni   | 55,16         | 20.           | 116,72 | 14.   | 171,88     | 16.        |

## Rövidpályás gyorskorcsolya
Férfi
| Versenyző  | Versenyszám | Előfutam | Előfutam | Elődöntő      | Elődöntő | B döntő | B döntő | Döntő   | Döntő   | Helyezés |
| Versenyző  | Versenyszám | Idő      | Hely.    | Idő           | Hely.    | Idő     | Hely.   | Idő     | Hely.   | Helyezés |
| ---------- | ----------- | -------- | -------- | ------------- | -------- | ------- | ------- | ------- | ------- | -------- |
| Jens Almey | 1500 m      | 2:12,998 | 2.       | nem ért célba | 6.       | kiesett | kiesett | kiesett | kiesett | 17.      |
| Ward Pétré | 1500 m      | 2:17,362 | 5.       | kiesett       | kiesett  | kiesett | kiesett | kiesett | kiesett | 29.      |

## Sífutás
Távolsági
Férfi
| Versenyző      | Versenyszám | Idő     | Helyezés |
| -------------- | ----------- | ------- | -------- |
| Thierry Langer | 15 km       | 37:45,0 | 62.      |

## Snowboard
Akrobatika
Férfi
| Versenyző       | Versenyszám | Selejtező | Selejtező | Selejtező     | Selejtező | Döntő    | Döntő    | Döntő    | Döntő         | Helyezés |
| Versenyző       | Versenyszám | 1. futam  | 2. futam  | Jobb eredmény | Hely.     | 1. futam | 2. futam | 3. futam | Jobb eredmény | Helyezés |
| --------------- | ----------- | --------- | --------- | ------------- | --------- | -------- | -------- | -------- | ------------- | -------- |
| Sebbe De Buck   | Big air     | 33,50     | 17.       | 30,25         | 18.       | kiesett  | kiesett  | kiesett  | kiesett       | 34.      |
| Sebbe De Buck   | Slopestyle  | 59,40     | 29,58     | 59,40         | 12.       | kiesett  | kiesett  | kiesett  | kiesett       | 20.      |
| Seppe Smits     | Big air     | 50,00     | 13.       | 59,25         | 15.       | kiesett  | kiesett  | kiesett  | kiesett       | 29.      |
| Seppe Smits     | Slopestyle  | 78,36     | 41,48     | 78,36         | 6.        | 31,11    | 69,03    | 66,18    | 69,03         | 10.      |
| Stef Vandeweyer | Big air     | 61,00     | 12.       | 29,50         | 14.       | kiesett  | kiesett  | kiesett  | kiesett       | 28.      |
| Stef Vandeweyer | Slopestyle  | 33,75     | 21,16     | 33,75         | 17.       | kiesett  | kiesett  | kiesett  | kiesett       | 31.      |

## Szkeleton
| Versenyző     | Versenyszám | 1. futam | 1. futam | 2. futam | 2. futam | 3. futam | 3. futam | 4. futam | 4. futam | Összesítés | Összesítés |
| Versenyző     | Versenyszám | Idő      | Hely.    | Idő      | Hely.    | Idő      | Hely.    | Idő      | Hely.    | Idő        | Helyezés   |
| ------------- | ----------- | -------- | -------- | -------- | -------- | -------- | -------- | -------- | -------- | ---------- | ---------- |
| Kim Meylemans | Női         | 52,56    | 16.      | 52,54    | 14.      | 52,34    | 13.      | 52,26    | 11.      | 3:29,70    | 14.        |